# Goubellat (delegación)
Goubellat es una delegación de la gobernación de Béja en Túnez. En abril de 2014 tenía una población censada de 15 762 habitantes.
Se encuentra ubicada al norte del país, cerca de la costa del mar Mediterráneo, del río Meyerda y a poca distancia al noroeste de la capital del país, Túnez.